# Black Mountain Review
I poeti Black Mountain, talvolta definiti projectivist poets, sono stati un gruppo di poeti statunitensi di avanguardia o postmoderni della metà del XX secolo, aventi quale riferimento il Black Mountain College.

## La storia
Sebbene sia stato in attività per soli trentatré anni (1933-1956) e abbia ospitato meno di 1.200 studenti, il Black Mountain College è stato una delle istituzioni sperimentali più favoleggiate nell'educazione e nella pratica artistica. In esso sono stati formati numerosi artisti che hanno guidato il movimento di avanguardia nell'America degli anni sessanta. Ha vantato uno straordinario curriculum nelle arti visive, in quelle letterarie e in quelle drammatiche, come è evidenziato da molti degli artisti e degli insegnanti che lo hanno frequentato.
Fra i suoi insegnanti d'arte possono essere citati Anni e Josef Albers, Eric Bentley, Ilya Bolotowsky, Willem & Elaine de Kooning, Buckminster Fuller, Lyonel Feininger, Franz Kline, Walter Gropius e Robert Motherwell. Fra i suoi studenti, invece, sono stati presenti John Chamberlain, Kenneth Noland, Robert Rauschenberg, Dorothea Rockburne e Cy Twombly.
Gli insegnanti di arti drammatiche, poi, hanno incluso John Cage, Merce Cunningham, Lou Harrison, Roger Sessions, David Tudor, e Stefan Wolpe. Fra gli insegnanti e gli studenti di letteratura, ancora, sono stati Robert Creeley, Fielding Dawson, Ed Dorn, Robert Duncan, Paul Goodman, Francine du Plessix Gray, Hilda Morley, Charles Olson, M. C. Richards, Ruth Asawa, Arthur Penn, Kenneth Snelson, Stan Vanderbeek, José Yglesias e John Wieners.
Docenti ospiti famosi, infine, includono nomi quali Albert Einstein, Clement Greenberg e William Carlos Williams.

## Projective Verse
Nel 1950, Charles Olson pubblicò il proprio studio Projective Verse. In questo, egli definì una forma di poesia di composizione in "campi aperti" in sostituzione della classica forma poetica chiusa, proponendo uno stile di improvvisazione che dovrebbe riflettere esattamente il contenuto del poema. Questa forma è stata basata sulla linea, e ogni linea è stata definita come unità di respirazione e di espressione. Il contenuto è stato concepito come "one perception immediately and directly (leading) to a further perception" ("una percezione che immediatamente e direttamente guida a una percezione più profonda"). Questo studio è stato un manifesto de facto per i poeti Black Mountain.

## I principali poeti Black Mountain
Oltre a Olson, i poeti più vicini al movimento Black Mountain possono essere identificati in Larry Eigner, Robert Duncan, Ed Dorn, Paul Blackburn, Hilda Morley, John Wieners, Joel Oppenheimer, Denise Levertov, Jonathan Williams e Robert Creeley. 
Creeley lavorò come insegnante e editor del  Black Mountain Review per due anni, trasferendosi a San Francisco nel 1957. Lì, egli è stato un collegamento fra i poeti Black Mountain e la Beat Generation, di molti dei quali ha offerto pubblicazione nel proprio review. 
Oltre a questo, la comparsa nel 1960 dell'antologia di Donald Allen The New American Poetry 1945-1960 (che divide i poeti inclusi nelle proprie pagine in diverse scuole) è stata cruciale: ha stabilito infatti un retaggio e a promosso l'influenza dei poeti Black Mountain a livello mondiale.

## Retaggio
Al di fuori delle loro forti interconnessioni con la Beat Generation, i poeti Black Mountain hanno influenzato il corso della poesia statunitense a loro posteriore, in conseguenza della loro importanza per i poeti successivamente identificati come Language poets. Essi sono stati anche importanti per lo sviluppo dell'innovativa poesia britannica dagli anni sessanta, come è stato evidenziato da poeti come Tom Raworth e J. H. Prynne. 
Moderni projectivist poets includono Charles Potts.